# Miksicus
Miksicus is een geslacht van kevers uit de familie bladsprietkevers (Scarabaeidae). Het geslacht werd voor het eerst wetenschappelijk beschreven in 2009 door Özdikmen en Turgat.

## Soorten
- Miksicus acuminata (Fabricius, 1775)
- Miksicus arrogans (Wallace, 1868)
- Miksicus balthasari (Mikšič, 1962)
- Miksicus binghami (Arrow, 1910)
- Miksicus fraterna (Mikšič, 1964)
- Miksicus kangeanica (Mikšič, 1965)
- Miksicus kaszabi (Mikšič, 1962)
- Miksicus sakaii Jákl, 2011